# Неманья Павлович (борець)
Неманья Павлович (серб. Немања Павловић; нар. 14 липня 1991, Новий Сад, Воєводина) — сербський борець греко-римського стилю, триразовий чемпіон Середземноморських чемпіонатів.

## Життєпис
Боротьбою почав займатися з 2005 року.
Виступає за борцівський клуб Нового Сада. Тренер — Александр Йованчевич. Шестиразовий чемпіон Сербії з греко-римської боротьби (2013, 2014, 2016, 2020—2022).

## Спортивні результати на міжнародних змаганнях

### Виступи на Чемпіонатах Європи
| Змагання                         | Збірна | Вагова категорія                  | Місце |
| -------------------------------- | ------ | --------------------------------- | ----- |
| Чемпіонат Європи з боротьби 2016 | Сербія | греко-римська боротьба, до 130 кг | 12    |
| Чемпіонат Європи з боротьби 2017 | Сербія | греко-римська боротьба, до 130 кг | 9     |

### Виступи на Середземноморських чемпіонатах
| Змагання                                     | Збірна | Вагова категорія                  | Місце  |
| -------------------------------------------- | ------ | --------------------------------- | ------ |
| Середземноморський чемпіонат з боротьби 2012 | Сербія | греко-римська боротьба, до 120 кг | 5      |
| Середземноморський чемпіонат з боротьби 2014 | Сербія | греко-римська боротьба, до 130 кг | Золото |
| Середземноморський чемпіонат з боротьби 2015 | Сербія | греко-римська боротьба, до 130 кг | Золото |
| Середземноморський чемпіонат з боротьби 2016 | Сербія | греко-римська боротьба, до 130 кг | Золото |

### Виступи на інших змаганнях
| Змагання                                                        | Збірна | Вагова категорія                  | Місце  |
| --------------------------------------------------------------- | ------ | --------------------------------- | ------ |
| Турнір Дана Колова — Николи Петрова 2011                        | Сербія | греко-римська боротьба, до 120 кг | 9      |
| Олімпійський кваліфікаційний турнір з боротьби 2012 (Софія)     | Сербія | греко-римська боротьба, до 120 кг | 11     |
| Олімпійський кваліфікаційний турнір з боротьби 2012 (Гельсінкі) | Сербія | греко-римська боротьба, до 120 кг | Бронза |
| Міжнародний турнір Любомира Івановича-Гедзи 2012                | Сербія | греко-римська боротьба, до 120 кг | Срібло |
| Турнір Вехбі Емре 2013                                          | Сербія | греко-римська боротьба, до 120 кг | 13     |
| Відкритий чемпіонат Загреба з боротьби 2014                     | Сербія | греко-римська боротьба, до 130 кг | Бронза |
| Турнір Дана Колова — Николи Петрова 2014                        | Сербія | греко-римська боротьба, до 130 кг | 8      |
| Золотий Гран-прі з боротьби 2014 (Сомбатгей)                    | Сербія | греко-римська боротьба, до 130 кг | 14     |
| Міжнародний турнір Любомира Івановича-Гедзи 2014                | Сербія | греко-римська боротьба, до 130 кг | Бронза |
| Відкритий чемпіонат Загреба з боротьби 2015                     | Сербія | греко-римська боротьба, до 130 кг | Бронза |
| Гран-прі FILA 2015                                              | Сербія | греко-римська боротьба, до 130 кг | 11     |
| Турнір Дана Колова — Николи Петрова 2015                        | Сербія | вільна боротьба, до 125 кг        | 10     |
| Міжнародний турнір Любомира Івановича-Гедзи 2015                | Сербія | греко-римська боротьба, до 130 кг | Срібло |
| Гран-прі Загреба з боротьби 2016                                | Сербія | греко-римська боротьба, до 130 кг | Бронза |
| Гран-прі Угорщини з боротьби 2016                               | Сербія | греко-римська боротьба, до 130 кг | 8      |
| Міжнародний турнір Любомира Івановича-Гедзи 2016                | Сербія | греко-римська боротьба, до 130 кг | 8      |
| Олімпійський кваліфікаційний турнір з боротьби 2016 (Зренянин)  | Сербія | греко-римська боротьба, до 130 кг | Бронза |
| Олімпійський кваліфікаційний турнір з боротьби 2016 (Стамбул)   | Сербія | греко-римська боротьба, до 130 кг | 14     |
| Міжнародний турнір Любомира Івановича-Гедзи 2017                | Сербія | греко-римська боротьба, до 130 кг | 7      |
| Чемпіонат Сербії з боротьби 2020                                | Сербія | греко-римська боротьба, до 130 кг | Золото |

### Виступи на змаганнях молодших вікових груп
| Змагання                                       | Збірна | Вагова категорія                  | Місце |
| ---------------------------------------------- | ------ | --------------------------------- | ----- |
| Чемпіонат Європи з боротьби серед юніорів 2010 | Сербія | греко-римська боротьба, до 120 кг | 15    |
| Чемпіонат світу з боротьби серед юніорів 2010  | Сербія | греко-римська боротьба, до 120 кг | 16    |
| Чемпіонат Європи з боротьби серед юніорів 2011 | Сербія | греко-римська боротьба, до 120 кг | 15    |